# 奈良飯店
奈良飯店（日语：／ Nara Hoteru */?）是位於日本奈良縣奈良市的飯店，於1909年開業，有「關西迎賓館」的美譽。
奈良飯店位於奈良公園內，荒池之側。該地原本是興福寺大乘院的故址。主體是辰野金吾設計桃山御殿風格的木造二層建築，另於1984年擴建鋼筋混凝土的新館。

最近的車站是近鐵奈良車站、最近的交流道是天理東交流道。
2018年6月1日起，與京都格蘭比亞大酒店、大阪格蘭比亞大酒店、岡山格蘭比亞大酒店、廣島格蘭比亞大酒店、和歌山格蘭比亞大酒店、霍兵安明酒店、大阪Hotel Vischio，加入JR酒店會員制度計劃。 （页面存档备份，存于）